# Conformazione

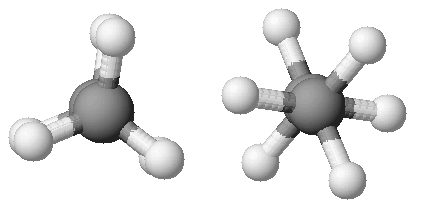
La molecola di etano osservata lungo il legame C-C: conformazione eclissata (a sinistra), massimo energetico, e conformazione sfalsata (a destra), minimo energetico. Oltre a questi casi limite, esistono infinite conformazioni intermedie a differente livello di eclissamento.

In chimica, la conformazione (da non confondere con la configurazione) è riferita alla forma della molecola, cioè alla geometria o disposizione spaziale degli atomi della molecola, che cambia in genere attraverso la rotazione interna (o torsione) attorno ai legami semplici o, talvolta, per inversione (o flipping) di particolari atomi tricoordinati (in genere di azoto) con geometria piramidale.

## Descrizione
Ogni particolare, distinta conformazione può essere immaginata (e rappresentata) come un singolo punto in una ipersuperficie a 3N dimensioni (N è il numero di atomi della molecola) detta (iper)superficie di energia potenziale (PEHS o PES), ove la variabile dipendente indica l'energia della molecola e le variabili indipendenti sono le coordinate di tutti gli atomi. Le conformazioni o geometrie di equilibrio, ovvero i punti di minima energia, sono detti isomeri conformazionali o conformeri. I conformeri sono quindi stereoisomeri (diastereoisomeri o enantiomeri) in equilibrio tra di loro. I rotameri sono particolari conformeri che differiscono per la torsione di un (ed un solo) legame. In pratica, i rotameri assumono lo stesso valore che hanno gli epimeri in stereochimica configurazionale.
È interessante notare che mentre le conformazioni che la molecola può assumere, proprio come i punti in una (iper)superficie, sono ovviamente infinite, il numero dei conformeri (come i minimi di una funzione) è limitato, benché spesso sia molto elevato, come nel caso delle macromolecole biologiche.
La stragrande maggioranza delle molecole è costituita da più conformeri e pertanto è detta (conformazionalmente) flessibile, mentre non sono molte le molecole (conformazionalmente) rigide. Nell'ambito della chimica organica, oltre al metano e relativi alogenoderivati, sono rigidi l'etilene e l'acetilene e i loro derivati, il benzene (e in genere gli idrocarburi policiclici aromatici inclusi i fullereni, il grafene e i nanotubi), i sistemi eteroaromatici, e infine alcuni particolari aliciclici come ciclopropano, cubano, adamantano, e pochi altri. È da sottolineare che con rigidità conformazionale non s'intende l'immobilità, sono infatti presenti moti rotazionali (in toto) e vibrazionali quantistici cui tutte le molecole, rigide e flessibili, hanno più o meno accesso in funzione della temperatura.
Nella grande maggioranza dei casi, a temperatura ambiente i conformeri si interconvertono rapidamente l'uno nell'altro e non è possibile isolare i singoli conformeri, tuttavia possono esservi casi in cui l'ingombro sterico è tale da bloccare la molecola in una delle conformazioni possibili, ad esempio nei bifenili tetrasostituiti in posizione orto. In tal caso si parla di atropoisomeria.
Il rapporto tra le popolazioni dei diversi conformeri presenti all'equilibrio è dato dalla distribuzione di Boltzmann:
{\displaystyle {\frac {N_{i}}{N_{j}}}={\frac {g_{i}}{g_{j}}}\exp \left({\frac {-(E_{i}-E_{j})}{RT}}\right)}

## Conformazioni in molecole acicliche
La molecola più semplice torsionalmente flessibile è il perossido di idrogeno (acqua ossigenata). In ambito organico, tra le più semplici e più note molecole flessibili è l'etano, che in condizioni di equilibrio assume la conformazione sfalsata nella quale l'angolo diedro formato dagli atomi topologicamente consecutivi H-C-C-H è di 60° (l'asse di simmetria C3 dei metili -CH3 fa sì che esistano altri due minimi equivalenti e degeneri a 180 e -60°). D'altra parte le tre conformazioni eclissate, in cui l'angolo diedro HCCH è rispettivamente di 0, +120 e -120° sono massimi energetici nella PEHS e pertanto non possono essere definiti conformeri. La loro energia relativa, ovvero la barriera energetica alla rotazione (12 kJ/mol) è comunque sufficientemente bassa da consentire anche a basse temperature una rapida rotazione attorno al legame C-C. L'origine della barriera è tuttora oggetto di ricerca attiva benché sia ormai chiaro che la suddetta barriera non possa essere attribuita unicamente alla repulsione sterica o elettrostatica tra gli elettroni e/o gli atomi di idrogeno.
Nel caso di alcani con più di due atomi di carbonio (ad esempio il n-butano) i conformeri non sono in generale più equivalenti e degeneri. Infatti la geometria in cui i metili terminali della catena si dispongono anti (diedro C-C-C-C = 180°) l'uno rispetto a l'altro risulta essere il minimo assoluto energetico. Tale conformero è naturalmente in equilibrio con altri due rotameri degeneri (stabilità relativa 3.8 kJ/mol) ed enantiomeri (detti gauche) con torsione C-C-C-C rispettivamente di +60 e -60°. La barriera energetica anti → gauche (16 kJ/mol) rimane comunque bassa da consentire ancora la rapida conversione da una forma ad un'altra. 
Aumentando il numero di atomi di carbonio degli alcani a topologia lineare, il numero dei conformeri unici (ovvero non isometrici, 1 per etano e propano, 2 per n-butano, 4 per n-pentano, e così via) cresce vertiginosamente (ad esempio si stima che il n-dodecano, con 9 gradi di libertà torsionale significativi, abbia 8481 conformeri unici). Il loro numero e la loro energia relativa servono a definire la flessibilità molecolare. Data l'unicità delle PEHS, la flessibilità molecolare può risultare significativamente differente a parità di dimensioni e perfino nell'ambito di isomeri. È interessante notare tuttavia che tra gli isomeri costituzionali, le topologie più ramificate sono solitamente le meno flessibili.
La proiezione di Newman è una rappresentazione utile e molto usata per rappresentare i conformeri. 

## Conformazioni in molecole cicliche
I (mono)cicloalcani risultano assai meno flessibili rispetto alla controparte aciclica e la loro flessibilità aumenta in maniera più contenuta con le dimensioni. Queste due caratteristiche ne fanno molecole test ideali per lo studio conformazionale e per lo sviluppo di nuovi software.
Un esempio ben noto è offerto dal cicloesano che può assumere diverse conformazioni per la possibile rotazione attorno al legame C-C, ciascuna con una propria stabilità.
Le tipiche conformazioni sono: a sedia, a barca, a twist (o treccia). La prima è quella più stabile (i legami infatti sono disposti in modo da minimizzare l'ingombro sterico); la conformazione a barca è invece meno stabile rispetto alle altre due, perché i legami C-H si trovano in posizione reciprocamente eclissata. Per questo motivo il cicloesano tende a passare da questa conformazione alla conformazione a twist, attraverso una torsione coordinata della intera molecola. Il cicloesano presenta un solo confomero unico.

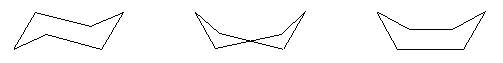
Conformazioni dell'esano: a sedia, "twist" e a barca

## Conformazioni di peptidi e proteine

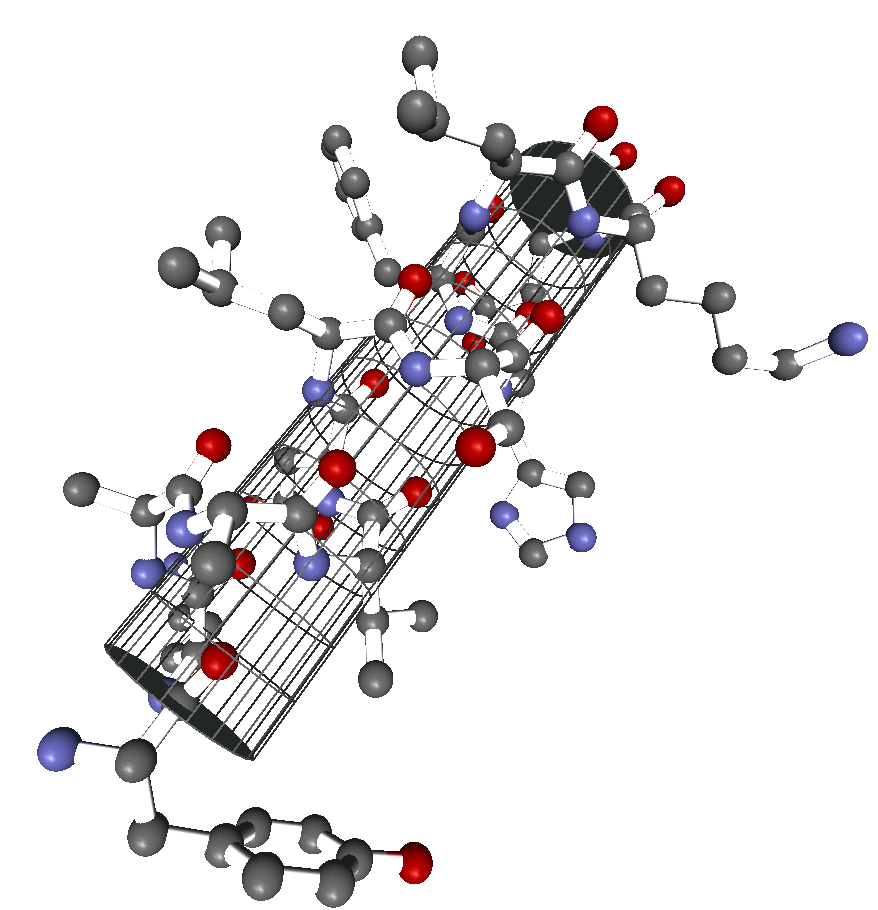
Struttura di un α-elica, i residui amminoacidici sporgono all'esterno mentre all'interno la struttura è stabilizzata da legami ad idrogeno.

All'interno delle proteine le varie catene polipeptidiche assumono delle conformazioni che vanno a costituire i vari elementi di struttura secondaria nelle proteine di cui i principali sono le α eliche, i foglietti β ed i turns. I vari elementi di struttura secondaria ripiegandosi tra loro danno la conformazione della proteina, definita struttura terziaria. I peptidi possono assumere le conformazioni tipiche della struttura secondaria delle proteine, ma a seconda della lunghezza della catena hanno diversa mobilità conformazionale e possono assumere un numero maggiore di conformazioni.